# 旺特纳克卡巴代斯
旺特纳克卡巴代斯（法語：Ventenac-Cabardès，法語發音：[vɛ̃tnak kabaʁdɛs] ⓘ）是法国奥德省的一个市镇，位于该省北部，属于卡尔卡松区。

## 地理
旺特纳克卡巴代斯（43°16'0"N, 2°17'4"E）面积10.36 平方千米，位于法国奧克西塔尼大區奥德省，该省份为法国南部沿海省份，北起塔恩省，西北接上加龙省，西接阿列日省，南至东比利牛斯省，东临地中海，东北与埃罗省接壤。
与旺特纳克卡巴代斯接壤的市镇（或旧市镇、城区）包括：阿拉贡、穆苏朗斯、佩诺捷、珀藏斯。

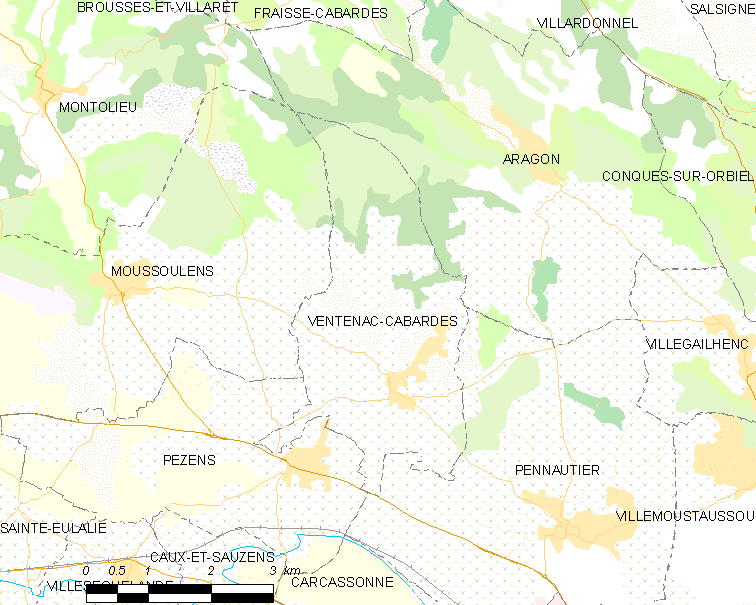
旺特纳克卡巴代斯的OSM定位图

旺特纳克卡巴代斯的时区为UTC+01:00、UTC+02:00（夏令时）。

## 行政
旺特纳克卡巴代斯的邮政编码为11610，INSEE市镇编码为11404。

## 政治
旺特纳克卡巴代斯所属的省级选区为奥尔比耶勒河谷县。

## 人口

1962-2008年间旺特纳克卡巴代斯人口变化图示

旺特纳克卡巴代斯于2022年1月1日时的人口数量为959人。